# 安提瓜和巴布达议会
安提瓜和巴布达國會（英語：Parliament of Antigua and Barbuda）是安提瓜和巴布达的国家立法机关。安提瓜和巴布达议会实行两院制，由國王、安提瓜和巴布达参议院和安提瓜和巴布达众议院组成，而實權落在下級的眾議院。每届议会任期不長於5年。
参议院議員由總督任命，其中11席由總理推薦，4席由反對黨領袖推薦，1席由巴布達议会推薦，另1席由由總督自行決定。眾議院議員中17名由普選產生，再加上1名檢察總長和1名議長。